# فایو فینگر دث پانچ
فایو فینگر دث پانچ (به انگلیسی: Five Finger Death Punch) یا (FFDP، 5FDP یا Death Punch) یک گروه هوی متال است که در سال ۲۰۰۵ در لاس وگاس آمریکا آغاز به کار کرد. نام این گروه از یک فیلم با موضوع مانور هنرهای رزمی شرقی که در سال ۲۰۰۳ به نام بیل را بکش گرفته شده است. آغاز به کار گروه با ایوان ال مودی (خواننده)، زلتن بثری (گیتاریست)، کَلِب اندرو بینام (گیتاریست)، مت اِسنل (بیسیست) و جرمی اسپنسر (درامر) بود. دارل رابرتس در سال ۲۰۰۶ جایگزین اندرو بینام شد و در سال ۲۰۰۹ جیسون هوک جایگزین او شد. مَت اسنل در سال ۲۰۱۰ گروه را ترک کرد و توسط کریس کیل در سال ۲۰۱۱ جایگزین شد.
اولین آلبوم دث پانچ با نام راه و روش مُشت در سال ۲۰۰۷ منتشر شد که در ایالات متحده حدود ۵۰۰٬۰۰۰ نسخه فروش داشت و برای گروه تبدیل به یک موفقیت چشمگیر شد. آن‌ها در سال ۲۰۰۹ آلبوم پاسخ جنگ است را به بازار عرضه کردند که از آرآی‌ای‌ای گواهی طلا دریافت کرد و بیش از ۱٬۰۰۰٬۰۰۰ نسخه از آن در ایالات متحده به فروش رسید. آلبوم سوم گروه، سرمایه‌دار آمریکایی، در ۱۱ اکتبر ۲۰۱۱ منتشر شد و مجدداً گواهی فروش طلایی را به دست آورد. این گروه در سال‌های ۲۰۰۸، ۲۰۱۰ و ۲۰۱۳ در جشنوارهٔ موسیقی میهم و در سال‌های ۲۰۰۹، ۲۰۱۰، ۲۰۱۳، ۲۰۱۵ و ۲۰۱۷ در جشنوارهٔ دانلود حضور داشته است.
دث پانچ در سال‌های ۲۰۱۱، ۲۰۱۲، ۲۰۱۳ و ۲۰۱۴ جایزهٔ «بهترین گروه مستقل سال» را از رادیو کنترابند دریافت کرده است. آن‌ها همچنین جایزهٔ بهترین آلبوم موسیقی برای سرمایه‌دار آمریکایی (۲۰۱۱)، بهترین ترانهٔ سال برای «پایین آمدن» (۲۰۱۲) و بهترین موزیک ویدئوی سال برای «طرف اشتباه بهشت» (۲۰۱۴) را از رادیو کنترابند دریافت کرده‌اند.

## تاریخچه

### ساخت و تهیه آلبوم راه و روش مُشت
فایو فینگر دث پانچ در سال ۲۰۰۵ توسط U.P.O. سابق نوازنده بیس گروه زلتن بثری و درامر جرمی اسپنسر تأسیس شد، نام گروه به از سینمای کلاسیک هنرهای رزمی اقتباس شده است. نوازنده بیس مت اسنل در اوایل سال ۲۰۰۶ به گروه پیوست. در همان سال پس از مدتی بثری در تماسی با ایوان مودی که خواننده بود، از او خواست تا خود را به آن‌ها رسانده و برای ضبط استودیویی آماده شود. مودی از خانه‌اش که در دنور کلرادو به لس آنجلس پرواز کرد و به سرعت با گروه شروع به تمرین و ضبط پرداخت.
در پایان سال ۲۰۰۶ اولین آلبوم خود، The Way of the Fist (راه از مشت) را استارت زدند و این آلبوم به‌طور کامل توسط گروه تولید شده است. این آلبوم با همراهی Stevo از "shotgun" برونو و مایک سارکیسیان ثبت شد و میکس آلبوم توسط گیتاریست معروف Logan Mader انجام شد. پس از جستجو برای گیتاریست دوم، آن‌ها کیلب بینگهم را پیدا کردند که او نتوانست نظر اعضای گروه را جلب کند، اما بعد از آن دارل رابرتز جایگزین شد. مدت کوتاهی پس از ضبط آلبوم، آن‌ها یک قرارداد موسیقی را امضا کردند، و در آن قسمتی از فیلم "شرکت" را امضا کردند. در ۱۰ ژوئیه ۲۰۰۷، آن‌ها در EP، تک‌آهنگی از آلبوم Pre-Emptive Strike (پیشگیرانه اعتصاب) را انحصارا در آیتیونز آمریکا منتشر کردند. تک‌آهنگ آنها، "the bleedingخونریزی"، در تاریخ ۱۳ ژوئیه ۲۰۰۷ منتشر شد. The Way of the Fist (راه از مشت) در ۳۱ ژوئیه ۲۰۰۷ منتشر شد. این آلبوم در بیلبورد ۲۰۰ با شماره ۱۹۹ وارد شده و در سال ۲۰۱۱ مقام طلا را کسب کردند.
از ۳۰ جولای تا ۲ سپتامبر ۲۰۰۷ در اولین تور خود را به عنوان حمایت از گروه کورن در برنامه خانوادگی تور را برگزار کرد، آن‌ها همچنین برای حمایت از کورن به خاطر فاحشه خواندنشان در آمریکای شمالی تور برگزار کردند که این تور از ۲۲ سپتامبر تا ۲۷ اکتبر ۲۰۰۷ طول کشید. آن‌ها توری را که با هماهنگی گروه کایمیرا تنظیم شده بود در مارس ۲۰۰۸ برگزار کردند، اما به خاطر تورم کیست در تارهای صوتی خواننده ایوان مودی، آن‌ها مجبور شدند که تور را ناتمام رها کنند. او پس از بهبودی کامل به همراه گروه شروع به برگزاری تور کرد. آن‌ها آلبوم Indestructible (از میان نرفتنی) از گروه دیستربد در تور آمریکای خود حمایت کردند، این تور از آوریل تا می ۲۰۰۸ طول کشید.
راه از مشت دوباره در تاریخ ۱۳ می ۲۰۰۸ منتشر شد، همراه با ۳ آهنگ که هدیه‌ای از طرف گروه بود. یکی از آهنگ‌ها، «Never Enough هرگز به اندازه کافی» بود که به عنوان دومین تک‌آهنگ این آلبوم در ۱۵ ژوئیه ۲۰۰۸ منتشر شد. پس از دو سال انتشار آلبوم راه مشت بالأخره در جشنواره ضرب وشتم ۲۰۰۸ آن‌ها به مرحله Jägermeister رسیدند. سومین تک‌آهنگ از راه از مشت، «Stranger Than Fiction غریبه تر از داستان» در ۱۷ سپتامبر ۲۰۰۸ را منتشر کردند. راه از مشت از طریق Spinefarm Records در تاریخ ۴ نوامبر ۲۰۰۸ در کانادا منتشر شد، و در اروپا در تاریخ ۱۹ ژانویه ۲۰۰۹ منتشر شد. در ژانویه ۲۰۰۹ دارل رابرتز گروه را ترک کرد و گیتاریست جیسون هوک جایگزین او شد. آن‌ها حمایت خود را از اولین آلبوم خود در مرحله اصلی جشنواره دانلود در سال ۲۰۰۹ روی استیج پایان دادند.

### پاسخ، جنگ است (۲۰۰۹–۲۰۱۰)
در ماه می ۲۰۰۹ دومین آلبوم استودیویی خود با نام war is the answer را معرفی کردند. این آلبوم توسط کوین کرکو تولید و رندی استاب میکس آن را بر عهده داشت. آلبوم در تاریخ ۷ نوامبر به لیست ۲۰۰ آهنگ بیلبورد راه یافت. اولین تک‌آهنگ این آلبوم "Hard To See" نام داشت که در تاریخ ۲۱ ژوئیه ۲۰۰۹ عرضه شد. برای معرفی آلبوم آن‌ها تور "The Shock and Raw" را در آمریکا برگزار کردند و پس از آن در اروپا و در نهایت انگلستان به تور خود را ادامه دادند.
دومین تک‌آهنگ آلبوم "Walk Away" نام داشت که در تاریخ ۲ نوامبر ۲۰۰۹ انتشار یافت. در مارس ۲۰۰۹ گروه به کشور عراق سفر کرد و ۱۰ اجرا در این کشور برگزار کردند.

## اعضا
اعضای کنونی
- زلتن بثری گیتار (۲۰۰۵-تا کنون)
- جرمی اسپنسر درام (۲۰۰۵-تا ۲۰۱۹)
- ایوان مودی آوا (۲۰۰۶-تا کنون)
- جیسون هوک گیتار لید (۲۰۰۹-تا۲۰۲۰)
- کریس کائل گیتار بیس (۲۰۱۰-تا کنون)

اعضای پیشین
- کیلب اندرو بینگام – گیتار لید (2005–2006)
- درل رابرتز – گیتار لید (2006–2009)
- مت اسنل– گیتار بیس (2005–2010)